# Distributed control system
Een distributed control system (DCS) is een onderdeel van een productiesysteem.
Distributed control systems worden gebruikt in industriële en civieltechnische toepassingen om een proces te volgen, te sturen  en te controleren.
Dergelijke systemen zijn digitaal en bestaan uit meetinstrumenten met bedrading verbonden via een bus, met een multiplexer en A/D-convertors en uiteindelijk met een procescomputer met visualisatie en bediening.
Distributed control systems worden onder andere gebruikt voor:
- Elektriciteitscentrales en distributiesystemen van elektriciteit
- Klimaatsystemen
- (Petro) Chemische fabrieken

Via een DCS kunnen bijvoorbeeld de functies van pompen en kleppen worden geregeld. Een DCS kan autonoom zonder operator functioneren, maar via een visualisatie kan wel een interactie worden opgezet, waardoor een operator vanaf zijn bureau kan ingrijpen, bijvoorbeeld door het veranderen van een setwaarde, zoals het gewenste debiet of de gewenste temperatuur. 
In de negentiger jaren zijn de oudere pneumatische regelsystemen volledig vervangen door DCS. 
De basisfuncties van een hedendaagse DCS zijn: 
- PLC functies (digitale signalen)
- Regelen van analoge signalen: regelen van diverse procesparameters
- Historiek (het opslaan van de historische gegevens)
- Visualisatie (synoptiek of het visualiseren van de in het proces optredende omstandigheden)
- Alarm management, het beheren van abnormale condities
- Het rapporteren naar bovenliggende systemen, zoals manufacturing execution systems en systemen voor enterprise resource planning
- Een interface naar onderliggende systemen, zoals programmable logic controllers die bijvoorbeeld allerlei beveiligende taken uitvoeren.